# Andreas Granqvist
Andreas Granqvist (* 16. dubna 1985, Helsingborg, Švédsko) je bývalý švédský fotbalový obránce a reprezentant. Hrál na postu stopera (středního obránce).

## Klubová kariéra
- Paarps GIF (mládež)
- Helsingborgs IF (mládež)
- Helsingborgs IF 2004–2007
- →  Wigan Athletic FC (hostování) 2007
- Wigan Athletic FC 2007–2008
- →  Helsingborgs IF (hostování) 2008
- FC Groningen 2008–2011
- FC Janov 2011–2013
- FK Krasnodar 2013–

## Reprezentační kariéra
Rubarth byl členem švédské reprezentace do 21 let.
V A-mužstvu Švédska debutoval 23. ledna 2006 v přátelském utkání v Abú Dhabí proti týmu Jordánska (remíza 0:0).
Zúčastnil se EURA 2008 v Rakousku a Švýcarsku a EURA 2012 v Polsku a na Ukrajině.